# オカヤド
オカヤドは、日本の漫画家。乾 武丸（いぬい たけまる）名義での活動もある。

## 来歴
商業デビュー前の活動等
インターネット掲示板他のサイト上での作品投稿など。pixivでは、オカヤド＠乾武丸 のユーザ名で2008年頃から作品投稿している。
乾武丸として
2010年から2011年にかけての約1年間、「マガジンSPECIAL」にて『マママ〜魔法委員長魔子ちゃんの魔法指導〜』を連載。
これ以降、この名義での商業活動は2014年末時点ではなし。
オカヤドとして
2011年アンソロジーコミックス「けもも」２号にオールカラーコミック『モンスター娘のいる日常』を寄稿したことがキッカケで本格的に商業誌進出。
「ＣＯＭＩＣリュウ」2012年5月号より『モンスター娘のいる日常』連載開始。また同作は2015年3月にアニメ化が発表され、同年7月から9月にかけて放映された。2018年11月時点で連載継続中。
2013年5月より、デジタルコミック誌エイジプレミアム2013年6月号にて『12BEAST』連載開始。

## 作品リスト

### 連載
- マママ〜魔法委員長魔子ちゃんの魔法指導〜（『マガジンSPECIAL』2010年No.7 - 2011年No.10、既刊1巻[注 1]）※初の単行本[2]。乾武丸名義。
- モンスター娘のいる日常（『月刊COMICリュウ』2012年5月号 - 継続中、既刊20巻）
- 12BEAST（『エイジプレミアム』2013年6月号 - 2019年11月号、全7巻）

### 読切
- フルメタル バースト（『マガジンドラゴン』2号）※乾武丸名義
- モン娘レポート 亜人調査記（『別冊コミックアンリアル モンスター娘パラダイスVol.1』）
- 死線の召還士（『ドラゴンエイジ』2012年6月号）

### 声の出演
- モンスター娘のいる日常 第7種（オカヤド先生）
- モンスター娘のいる日常OAD2（Dr.オカヤド）

## 師匠
- 芹沢直樹
- 咲香里